# Панцер IV
Панцер IV (PanzerKampfwagen IV) је био немачки средњи тенк. Панцер IV је био једини немачки тенк који је био у константној производњи током читавог Другог светског рата.

## Развој
Настао је на основу спецификације немачке војске из 1935. године која је предвиђала да ће битке у будућности водити две врсте тенкова, бројнија верзија Панцер III наоружана противтенковским топом намењена за борбу против непријатељских тенкова и тенк намењен за пружање ватрене подршке наоружан топом великог калибра способним да испаљује гранате са високо експлозивним пуњењем. Ова улога била је намењена Панцер IV тенку. Према спецификацијама тенк је требало да буде наоружан краткоцевним здепастим топом 7.5&nbsp;cm KwK L/24, са једном од најширих цеви које су имали тенковски топови. Почетна брзина пројектила износила је само 384 метра у секунди. Због свог кратког домета тај топ је нарочито био неприкладан за борбу против тенкова. Али ако би се успео приближити непријатељском тенку на удаљеност од око 500 метара и да га погоди, његов пројектил је могао да пробије оклоп до 40 mm дебљине, а до 1939. мало је тенкова имало дебљи оклоп. Маса пројектила је износила око 7.5 килограма. Маса тенка није смела да буде већа од 23.62 t.
Возило је и поред другачије намене по конструкцији требало да буде веома слично са тенком Панцер III. Тек 1939. године немачка војска почела је да добија прве значајније испоруке модела Д овог тенка. Иако су до септембра 1939. фабрике испоручиле само 211 комада Панцера IV модел је ипак учествовао у пољској и у француској кампањи као и у нападу на СССР 1941. године током којег су до изражаја дошла сва његова ограничења и недостаци.
Панцер IV модел Д био је незнатно већи од тенка Панцер III али је концепцијска сличност између ова два тенка била очигледна. Простор унутар тенка је био подељен на три одељка. Возач и радио оператер налазили су се у предњем одељку, а један од два митраљеза МГ 34 био је монтиран десно од возача. У борбеном одељку налазили су се командир тенка, нишанџија и послужилац. Куполу је покретао електромотор док је у тенку Панцер III купола покретана ручно. Мотор се налазио у задњем одељку. Борбени комплет је био сачињен од 80 граната калибра 75 mm и 2.800 метака за митраљез.

## Верзије тенка Панцер IV

### Аусф.А
Првих неколико тенкова Панцер IV - (Pz.Kpfw.IV) «нулте» серије били су направљени током 1936. и 1937. године у фабрици Круп у Есену. Градња прве серије, 1.Serie/B.W., била је започета октобра 1937. године, у фабрици Круп-Грузон у Магдебургу. Свега, до марта 1938. године, укупно је било направљено 35 тенка те верзије, означене као Panzerkampfwagen IV Ausführung A (Аусф.A — «модел А»). По јединственом систему обележавања немачких оклопних возила, тенк је добио ознаку Sd.Kfz.161. Тенкови верзије Аусф.А, у многим аспектима још увек су били на нивоу предсеријских тенкова, са слабим оклопом, који није прелазио 15–20 mm и лошим могућностима осматрања, посебно командирска купола цилиндричне форме, која је имала 6 отвора за осматрање. Купола која се налазила 52 mm лево од осе тенка и елементи корпуса били су спојени заваривањем. У куполи се налазио топ 75 mm KwK 37 L/24 са елевацијом цеви од -10 до 20 степена, и спрегнути митраљез. Тенк је имао дванаестоцилиндрични бензински мотор, а мењачка кутија је омогућавала 5 преноса за вожњу напред и 1 за назад. У сваком случају, верзијом Аусф. А, већ су биле одређене основне конструкцијске карактеристике Панцера IV, иако је тенк у будућности више пута подвргнут модернизацији. Измене су се у основи углавном сводиле на уградњи топова са бољим карактеристикама, јачању сопствене оклопне заштите као и измени појединих уређаја.

### Аусф.Б
Одмах након завршетка производње прве серије, фабрика Круп је отпочела израду побољшане серије — 2.Serie/B.W. или Аусф.Б. Најзначајнија приметна спољна разлика на тенковима ове верзије, била је предња плоча. Она више није била изломљена, већ једноделна. Митраљез који се налазио у корпусу и дејствовао кроз предњу плочу је одстрањен, а на плочи је постављено додатно окно за осматрање. Побољшан је био и дизајн уређаја за осматрање, посебно командирске куполице, која је добила оклопна закрилца, а на куполи је постављен перископски прибор за осматрање возача-механичара. По другим подацима, нова командирска куполица, била је тек у процесу производње, тако да је део тенкова серије Аусф.Б, имао командирске куполице старог типа. Нова куполица командира је имала 5 уместо 6 отвора за осматрање. Оклоп предње стране на верзији Аусф.Б, повећан је на 30 mm. Тенк је такође добио јачи мотор и нови 6-сто степени преносник, чиме је повећана брзина тенка, али је радијус дејства остао исти. Међутим, борбени комплет на верзији Аусф.Б је смањен на 80 пројектила за топ и 2400 метака за митраљез, уместо 122 пројектила и 3000 метака на верзији Аусф.А. Круп је добио поруџбину за производњу 45 тенкова верзије Аусф.Б, али је због недостатка делова, од априла до септембра 1938. године, произведено 42 тенка ове верзије.

### Аусф. Ц
Прва релативно масовна верзија, била је 3.Serie/B.W. или Аусф. Ц. У поређењу са верзијом Аусф. Б, промене су биле занемарљиве — једина спољна разлика између ове две верзије била је конструктивна измена оклопне заштите спрегнутог митраљеза. Остале измене су се састојале у промени мотора HL 120TR мотором HL 120TRM исте снаге, као и уградња одбојника са доње стране топовске цеви, који је служио да савије антену постављену на телу тенка, приликом окретања куполе. Укупно је било поручено 300 тенка ове верзије, али у марту 1938. године, наређено је да се поруџбина смањи на 140 тенка, што је резултирало да је од септембра 1938 године до августа 1939. године било произведено по различитим подацима, 140, или 134 тенка, док су 6 шасије искоришћене за носаче конструкције моста. По завршетку борби у Пољској, већина тенкова верзија Аусф.А, Аусф.Б и Аусф.Ц, били су пребачени у тренажне јединице.

### Аусф. Д
Тенкови следеће верзије, Аусф.Д, производили су се у две серије — 4.Serie/B.W. и 5.Serie/B.W. Најуочљивија спољна промена, била је повратак изломљене предње плоче, заједно са митраљезом, чиме је појачана одбрана од напада пешадије. Унутрашња маска оруђа, која се показала као осетљива, и често прскала при митраљеским погоцима, била је замењена спољном. Јануара 1938. године, фирма Круп је добила поруџбину за производњу 200 тенка 4.Serie/B.W. и 48 5.Serie/B.W., али за време производње, која је трајала од октобра 1939. до маја 1941. године, направљена су свега 229 тенка, док су преосталих 19 шасија искоришћене за производњу возила специјалних намена. Део тенкова Аусф.Д био је преправљен у «тропску» варијанту (нем. tropen или Tp.), са допунском вентилацијским отворима за моторно одељење. Бројни извори говоре о произведеним тенкова током 1940. и 1941. године, да им се у јединицама или при ремонту вршило појачавање оклопне заштите додатним навојним причвршћењем 20 mm дебелим листовима лима на горњој страни бокова и крајњих делова резервоара. По другим подацима, тенкови касније производње, нормално су били додатно опремљени оклопом 20 mm по боковима и 30 mm на предњој плочи, као и код типа Аусф.Е. Неколико тенка верзије Аусф.Д били су током 1943. године пренаоружани топовима дуге цеви KwK 40 L/48, али су искључиво коришћени у јединицама за обуку.

### Аусф. Е
Појавом нове верзије, 6.Serie/B.W. или Аусф.Е, требало је пре свега отклонити недостатке оклопне заштите ранијих серија, који су се показали још за време Пољске кампање. На верзији Ausf.E, дебљина доњег дела предње стране повећана је на 50 mm, док је остатак предње плоче покривен додатним оклопом од 30 mm, а бочне оклопм од 20 mm. Део тенкова раније производње није имао додатни оклоп од 30 mm. Међутим, заштитни оклоп куполе је остао исти, — 30 mm предњи део, 20 мм бочне и задње стране и 35 mm маска топа. Постављена је нова командирска куполица са оклопом од 50 до 95 mm, која је постала монолитна. Такође смањен је и нагиб крменог зида куполе, сада направљеног из једног дела, без «уливања» командирске куполице. На тенковима касније израде, на задњем зиду куполе био је постављен депо за додатну муницију (нем. Gepack Kasten). Поред тога, тенкови верзије Ausf.E имали су већи број мање видљивих промена — нови осматрачки прибор возача, упрошћен предњи погонски точак, побољшана конструкција разних отвора за осматрање a постављен је и вентилатор куполе. Поруџбина за шесту серију Панцер IV састојала се од 223 тенка, и била је у пуном обиму завршена у периоду од септембра 1940. године до априла 1941. године, паралелно са производњом верзије Аусф.Д.

### Аусф. Ф
Импровизовано додавање оклопа, примењено на претходној верзији, било је нерационално и сматрало се само као привремено решење, што је био главни разлог за појаву следеће верзије, 7.Serie/B.W. или Аусф. Ф. Уместо додатих оклопних плоча као на верзији Аусф. Е, дебљина чеоне горње плоче корпуса, предња страна куполе и маска топа добили су оклопну заштиту дебљине 50 mm, а дебљина бочних страна тела тенка и задње стране куполе износила је 30 mm. Изломљена предља плоча, поново је замењена правом, али овог пута митраљез којим се дејствовало из корпуса, остао је на плочи, а бочни отвори на куполи су добили дупла крила. Због чињенице да је маса тенка после бројних измена повећана за 21% у односу на верзију Аусф.А, како би се смањио притисак на тло, постављене су шире гусенице. Друге мање видљиве промене биле су, увођење вентилационог довода ваздуха кроз предњу плочу ради хлађења кочница, и незнатна измена услед задебљана оклопа, осматрачких уређаја и положај митраљеза[22]. Верзија Аусф.Ф је прва верзија тенка Панцер IV коју је требало да производе различити произвођачи. Поред предузећа Круп, које је добило поруџбину за 500 комада, добила су поруџбину и предузећа Вомаг 100 комада и Нибелунгенверке 25 комада. Од наведеног броја, од априла 1941. године до марта 1942. године, до преласка производње на верзију Аусф.Ф2, направљено је 462 тена Аусф.Ф, и то сви код фабрике Круп, а 25 од њих су још у самој фабрици преправљено на верзију Аусф.Ф2. Како је требало доста времена да се припреми покретање производње, тенкови поручени код фабрика Вомаг и Нибелунгенвере, билу су произведени у верзији Аусф.Ф2.

## Оперативна историја
Панцер IV је био једини немачки тенк који је остао како у производњи, тако и у борби током читавог Другог светског рата, и представљао је по броју скоро 30% од укупног броја свих немачких тенкова. Иако је био у служби од почетка 1939. године, у време окупације Чехословачке и на старту Другог светског рата, већина тенкова у немачким оклопним јединицама представљали су застарели тенкови Панцер I и Панцер II. Још за време Шпанског грађанског рата Панцер I се показао као инфериоран у односу на совјетске лаке тенкове Т-26.
Пред почетак Немачког напада на Пољску, 1. септембра 1939. године, у немачкој армији је било укупно 3.472 тенка: 1.445 Панцер I, 1.223 Панцер II, 202 Панцер 35(t), 78 Панцер 38(t), 98 Панцер III, 215 командних тенкова и 211 Панцер IV; што показује да су Немци имали мање од 10% тенкова средње тежине.
| Оклопне јединице и број тенкова спремних за напад на Пољску 1. септембра 1939. године |            |             |                |                |              |             |                 |                 |        |
|                                                                                       | «Панцер I» | «Панцер II» | «Панцер 35(t)» | «Панцер 38(т)» | «Панцер III» | «Панцер IV» | «Командни тенк» | «Командни тенк» | Укупно |
| тенк                                                                                  |            |             |                |                |              |             |                 |                 |        |
| 1. оклопна дивизија                                                                   | 93         | 122         | 0              | 0              | 26           | 56          | 10              | 2               | 309    |
| 2. оклопна дивизија                                                                   | 124        | 155         | 0              | 0              | 6            | 17          | 18              | 2               | 322    |
| 3. оклопна дивизија                                                                   | 122        | 156         | 0              | 0              | 6            | 18          | 14              | 2               | 318    |
| 4. оклопна дивизија                                                                   | 183        | 130         | 0              | 0              | 0            | 12          | 14              | 2               | 341    |
| 5. оклопна дивизија                                                                   | 152        | 144         | 0              | 0              | 3            | 14          | 20              | 2               | 335    |
| 10. оклопна дивизија                                                                  | 57         | 74          | 0              | 0              | 3            | 7           | 8               | 1               | 150    |
| 1. лака дивизија                                                                      | 0          | 20          | 37             | 0              | 0            | 14          | 2               | 0               | 73     |
| 2. лака дивизија                                                                      | 41         | 42          | 0              | 0              | 0            | 0           | 2               | 0               | 85     |
| 3. лака дивизија                                                                      | 0          | 23          | 0              | 55             | 0            | 0           | 2               | 0               | 80     |
| 4. лака дивизија                                                                      | 34         | 23          | 0              | 0              | 0            | 0           | 5               | 0               | 62     |
| 7. оклопни пук                                                                        | 61         | 81          | 0              | 0              | 3            | 9           | 9               | 1               | 164    |
| 11. оклопни пук                                                                       | 0          | 45          | 75             | 0              | 0            | 27          | 5               | 1               | 153    |
| 25. оклопни пук                                                                       | 78         | 58          | 0              | 0              | 0            | 6           | 9               | 0               | 151    |
| Панцер Лер батаљон                                                                    | 0          | 20          | 0              | 0              | 37           | 14          | 2               | 0               | 73     |
| I/10 оклопни батаљон                                                                  | 28         | 34          | 0              | 0              | 3            | 4           | 5               | 0               | 74     |
| Укупно                                                                                | 973        | 1.127       | 112            | 55             | 87           | 198         | 125             | 13              | 2.690  |
| Оперативна резерва                                                                    | 260        | 67          | 34             | 5              | 11           | 11љ         | 20              | 0               | 408    |

## Производња
| Производња тенкова Панцер IV |      |      |      |      |     |     |     |      |      |      |      |      |        |
|                              | Јан. | Феб. | Март | Апр. | Мај | Јун | Јул | Авг. | Сеп. | Окт. | Нов. | Дец. | Укупно |
| 1939                         |      |      |      |      |     |     |     |      |      | 20   | 11   | 14   | 45     |
| 1940                         | 20   | 18   | 14   | 10   | 20  | 23  | 26  | 30   | 17   | 30   | 30   | 30   | 268    |
| 1941                         | 31   | 26   | 28   | 36   | 29  | 38  | 38  | 44   | 46   | 51   | 52   | 61   | 480    |
| 1942                         | 59   | 58   | 8    | 80   | 85  | 72  | 88  | 84   | 93   | 99   | 113  | 155  | 994    |
| 1943                         | 163  | 171  | 205  | 213  | 272 | 253 | 244 | 283  | 289  | 328  | 238  | 354  | 3013   |
| 1944                         | 300  | 252  | 310  | 299  | 302 | 300 | 300 | 300  | 180  | 187  | 200  | 195  | 3125   |
| 1945                         | 170  | 160  | 55   | ?    |     |     |     |      |      |      |      |      | 385    |

Укупно за период од октобра 1937 до марта 1945 године било је направљено 8521 тенка Панцер IV, од тога броја 211 до почетка Другог светског рата.
| Производња тенкова Панцер IV     |         |         |         |         |         |         |         |         |         |        |
| 0 Годишња производња             |         |         |         |         |         |         |         |         |         |        |
| Година                           | 1937    | 1938    | 1939    | 1940    | 1941    | 1942    | 1943    | 1944    | 1945    | Укупно |
| Број комада                      | 13      | 102     | 141     | 278     | 481     | 994     | 3014    | 3125    | 375     | 8523   |
| 0 Производни подаци по верзијама |         |         |         |         |         |         |         |         |         |        |
| Верзија                          | Аусф. A | Аусф. Б | Аусф. Ц | Аусф. Д | Аусф. E | Аусф. Ф | Аусф. Г | Аусф. Х | Аусф. Ј | Укупно |
| Година                           | 1937    | 1938    | 1938/39 | 1939/40 | 1940/41 | 1941/42 | 1942/43 | 1943/44 | 1944/45 |        |
| Комада                           | 35      | 42      | 140     | 229     | 223     | 637     | 1687    | 3774    | 1758    | 8525   |

## Тактичко-технички подаци
| ТТП разних модификација тенка Панцер IV                       |                        |                         |                         |                          |                          |
|                                                               | Панцер IV Аусф.A       | Панцер IV Аусф.Б        | Панцер IV Аусф.Ц        | Панцер IV Аусф.Д         | Панцер IV Аусф.E         |
| Димензије                                                     |                        |                         |                         |                          |                          |
| Борбена маса, т                                               | 17,3                   | 17,7                    | 18,5                    | 20,0                     | 21,0                     |
| Дужина, м                                                     | 5,60                   | 5,87                    | 5,92                    | 5,92                     | 5,92                     |
| Ширина, м                                                     | 2,83                   | 2,83                    | 2,83                    | 2,84                     | 2,84                     |
| Висина, м                                                     | 2,68                   | 2,85                    | 2,83                    | 2,84                     | 2,84                     |
| Оклоп                                                         |                        |                         |                         |                          |                          |
| Предња страна, mm                                             | 14,50                  | 30,00                   | 30,00                   | 30,00                    | 30—60                    |
| Бочне и задња страна, mm                                      | 14,50                  | 14,50 / 20,00           | 14,50 / 20,00           | 20,00                    | 20+20 / 20,00            |
| Предња страна куполе, mm                                      | 20,00                  | 30,00                   | 30,00                   | 30,00                    | 30,00                    |
| Бочне и задња страна куполе, mm                               | 15                     | 15                      | 15                      | 20                       | 20                       |
| Покров, mm                                                    | 10—12                  | 10—12                   | 10—12                   | 10—12                    | 10—12                    |
| Под, mm                                                       | 5                      | 5                       | 5                       | 10                       | 10                       |
| Наоружање                                                     |                        |                         |                         |                          |                          |
| Топ                                                           | 75-мм KwK.37           | 75-мм KwK.37            | 75-мм KwK.37            | 75-мм KwK.37             | 75-мм KwK.37             |
| Митраљез                                                      | 2 × 7,92-мм MГ-34      | 1 × 7,92-мм MГ-34       | 1 × 7,92-мм MГ-34       | 2 × 7,92-мм МГ-34        | 2 × 7,92-мм МГ-34        |
| Борбени комплет, Артиљериски пројектили / Митраљеска муниција | 122 / 3000             | 80 / 2400               | 80 / 2400               | 80 / 2700                | 80 / 2700                |
| Мобилност                                                     |                        |                         |                         |                          |                          |
| Мотор                                                         | Мајбах ХЛ 108ТР 250 КС | Мајбах ХЛ 120ТР 300 КС. | Мајбах ХЛ 120ТР 300 КС. | Мајбах ХЛ 120ТРМ 300 КС. | Мајбах ХЛ 120ТРМ 300 КС. |
| Максимална брзина по путу, км/ч                               | 31                     | 35                      | 40                      | 42                       | 42                       |
| Просечна брзина ван путева, км/ч                              | 17                     | 18                      | 20                      | 20                       | 20                       |
| Радијус дејства по путу, км                                   | 140                    | 140                     | 200                     | 210                      | 200                      |
| Просечан радијс дејства ван пута, км                          | 95                     | 95                      | 130                     | 130                      | 130                      |
| Савлађивање препрека ров, м                                   | 2,3                    | 2,3                     | 2,3                     | 2,3                      | 2,3                      |
| Савлађивање препрека - зид, м                                 | 0,60                   | 0,60                    | 0,60                    | 0,60                     | 0,60                     |
| Газ, м                                                        | 0,80                   | 0,80                    | 0,80                    | 1,00                     | 1,00                     |

| ТТП разних модификација тенка Панцер IV                       |                         |                         |                            |                         |                         |
|                                                               | Панцер IV Аусф.Ф        | Панцер IV Аусф.Ф2       | Панцер IV Аусф.Г           | Панцер IV Аусф.Х        | Панцер IV Аусф.Ј        |
| Димензије                                                     |                         |                         |                            |                         |                         |
| Борбена масаа, т                                              | 22,3                    | 23,6                    | 23,5                       | 26,0                    | 25,0                    |
| Дужина, м                                                     | 5,92                    | 5,92 / 6,63             | 5,92 / 6,63                | 5,92 / 7,02             | 5,92 / 7,02             |
| Ширина, м                                                     | 2,88                    | 2,88                    | 2,88 / 3,33                | 2,88 / 3,33             | 2,88 / 3,33             |
| Висина, м                                                     | 2,68                    | 2,68                    | 2,68                       | 2,68                    | 2,68                    |
| Оклоп                                                         |                         |                         |                            |                         |                         |
| Предња страна, мм                                             | 50                      | 50                      | 50 или 50+30               | 80                      | 80                      |
| Бочне и задња страна, мм                                      | 20—30                   | 20—30                   | 20—30                      | 20—30                   | 20—30                   |
| Предња страна куполе, мм                                      | 50                      | 50                      | 50                         | 50                      | 50                      |
| Бочне и задња страна куполе, мм                               | 30                      | 30                      | 30                         | 30                      | 30                      |
| Покров, мм                                                    | 10—12                   | 10—12                   | 10—12                      | 12—15                   | 12—26                   |
| Под, мм                                                       | 10                      | 10                      | 10                         | 10                      | 10                      |
| Наоружање                                                     |                         |                         |                            |                         |                         |
| Топ                                                           | 75-мм KwK.37            | 75-мм KwK.40 L/43       | 75-мм KwK.40 L/43 или L/48 | 75-мм KwK.40 L/48       | 75-мм KwK.40 L/48       |
| Митраљез                                                      | 2 × 7,92-мм MГ-34       | 2 × 7,92-мм МГ-34       | 2 × 7,92-мм МГ-34          | 2 × 7,92-мм МГ-34       | 2 × 7,92-мм МГ-34       |
| Борбени комплет, Артиљериски пројектили / Митраљеска муниција | 80 / 3150               | 87 / 3150               | 87 / 3150                  | 87 / 3150               | 87 / 3150               |
| Мобилност                                                     |                         |                         |                            |                         |                         |
| Мотор                                                         | Мајбах ХЛ 120ТРМ 300 КС | Мајбах ХЛ 120ТРМ 300 КС | Мајбах ХЛ 120ТРМ 300 КС    | Мајбах ХЛ 120ТРМ 300 КС | Мајбах ХЛ 120ТРМ 300 КС |
| Максимална брзина по путу, км/ч                               | 42                      | 40                      | 40                         | 38                      | 38                      |
| Просечна брзина ван пута, км/ч                                | 20                      | 16                      | 16                         | 16                      | 16                      |
| Радијус дејства по путу, км                                   | 200                     | 210                     | 210                        | 200                     | 200                     |
| Радијус дејства ван пута, км                                  | 130                     | 135                     | 130                        | 130                     | 130                     |
| Савлађивање препрека - ров, м                                 | 2,3                     | 2,3                     | 2,3                        | 2,3                     | 2,3                     |
| Савлађивање препрека - зид, м                                 | 0,60                    | 0,60                    | 0,60                       | 0,60                    | 0,60                    |
| Газ, м                                                        | 1,00                    | 1,00                    | 1,00                       | 1,20                    | 1,20                    |

## Варијанте возила на Панцер IV шасији
- Штурмгешиц IV Јуришни топ
- Насхорн Самоходни противтенковски топ
- Мобилваген Самоходни противавионски топ
- Јагдпанцер IV Ловац тенкова
- Штурмпанцер IV Брумбер, Јуришна хаубица
- Хамел Самоходна хаубица
- Флакпанцер IV Вирбелвинд Самоходни противавионски топ
- Оствинд Самоходни противавионски топ

## Корисници
- Нацистичка Немачка
- Бугарска - по разним подацима, од 91[33] до 97[34] Ausf. G и Ausf. H
- Мађарска - по разним подацима, од 74 до 84[33][34] Ausf. F, Ausf. F2, Ausf. H и Ausf. J
- Шпанија - 20[35] Ausf. H
- Италија - 12[33] Ausf. G
- Румунија - по разним подацима од 126[36] до 138[33] или 142[34] Ausf. G
- Сирија - не мање од 57[37][38]</ref> Ausf. H у послератним годинама
- СССР - неколико стотина заробљених тенкова[37]
- Турска - не мање од 27[33][39] Ausf.G и Ausf. H
- Финска по разним подацима од 14[34] до 20[33] Ausf. J
- Француска - у послератним годинама[37]
- Хрватска - не више од 10[34]
- Чехословачка - 165 тенка у послератним годинама[37]

## Преживели примерци
Захваљујући масовној производњи каснијих верзија тенка Панцер IV, широко су заступљени као експонати рзличитих музеја у свету.
- Белгија - Панцер IV Ausf J у Музеј краљевске армије и војне историје у Бриселу
- Бугарска - Панцер IV Ausf J у Музеј војне историје у Софији
- Велика Британија
  - Панцер IV Ausf. D у Музеј тенкова у Бовингтону
  - Панцер IV Ausf. D у Ратни музеј у Даксфорду
- Немачка
  - Панцер IV Ausf G у Музеј тенкова у Манстеру
  - Панцер IV Ausf G у Музеј технике у Зинсхајму
- Израел
  - Панцер IV Ausf. G у Музеј Израелских оклопних снага (Yad La-Shiryon) у Латруну
  - Панцер IV Ausf. J у Музеј одбрамбених снага (Batei HaOsef) у Тел Авиву
- Русија - Панцер IV Ausf G у Музеј тенкова у Кубинки
- Румунија - Панцер Ausf J у Национални војни музеј у Букурешту
- Србија - Панцер IV Ausf H у Војни музеј у Београду
- Словачка
  - Панцер IV Ausf J у Меморијал устанка у Словачкој у Банској Бистрици
  - Панцер IV Ausf J Споменик на месту борбе за Дуклански пролаз (Источно-Карпатска операција) код Свидњика
- Сједињене Америчке Државе
  - Панцер IV Ausf. D, PzKpfw IV Ausf. G, PzKpfw IV Ausf. H у Музеј оружаних снага САД у Форт Лиу
  - Панцер IV Ausf. H у Музеју Military Vehicle Technology Foundation у Портола Валиу
- Финска - Панцер IV Ausf J у Музеј тенкова у Пароли
- Француска - Панцер IV Ausf J у Музеј тенкова у Сомиру
- Швајцарска - PzKpfw IV Ausf H у Музеј тенкова у Туну